# Amargasuchus
Amargasuchus es un género extinto de crocodilomorfo. Era un miembro de los Trematochampsidae, una enigmática familia de mesoeucrocodilianos. Sus restos fósiles se han encontrado en la Formación La Amarga en Argentina y datan de las épocas del Barremiense al Aptiense del Cretácico Inferior. Amargasuchus habitaban un paleoambiente que existió durante el Cretácico Inferior en la cuenca de Neuquén y se caracterizaba por un sistema de  ríos trenzados, lagos, y planicies de inundación. También se han hallado en la cuenca de Neuquén de esa época restos de dinosaurios, incluyendo  saurópodos, abelisauroideos y estegosaurios.
El espécimen holotipo fue descubierto en 1984 asociado a los restos del dinosaurio dicreosáurido Amargasaurus.